# Fausto Cornelio Silla (console 31)
Fausto Cornelio Silla (latino: Faustus Cornelius Sulla; ... – 40 ca.) è stato un politico romano, figlio di Lucio Cornelio Silla, console nel 5 a.C..
Era un pronipote del dittatore romano Lucio Cornelio Silla. Fausto e il fratello Lucio Cornelio Silla Felice erano senatori che vivevano sotto il regno dell'imperatore Tiberio. Fausto diventò console suffetto nel maggio del 31, succedendo a Seiano.
Nel 21, Fausto sposò Domizia Lepida, figlia di Antonia maggiore e del console Lucio Domizio Enobarbo, pronipote dell'imperatore Augusto e una nipote di Ottavia minore e del triumviro Marco Antonio. Lepida aveva avuto due figli dal suo precedente matrimonio con Marco Valerio Messalla Barbato: Marco Valerio Messala Corvino e Valeria Messalina, terza moglie dell'imperatore Claudio.
Domizia Lepida diede a Fausto un figlio di nome Fausto Cornelio Silla Felice (22-62), che in seguito sposò Claudia Antonia, figlia di Claudio. Fausto è morto per cause incerte circa nel 40.